# 维多利亚II
《维多利亚II》是Paradox Development Studio开发的一款战略游戏，是2003年的《维多利亚：太阳帝国》的续作，于2009年8月19日宣布开发，并在2010年8月13日正式发布。9月17日，在Mac OS系统上运行的版本发行。
与前作类似，玩家可以在游戏中控制一个19世纪至20世纪初的民族国家并且经营其政治、外交、经济、军事与科技的各项事务。
目前最新版本為3.04版。

## 游戏性
在游戏中，模拟的历史时间为近代的1836年至1936年，玩家可选择的国家数量超过200个。
游戏侧重于控制某个国家的各项事务，包括了诸如工业化或社会政治变革等情况，并有着丰富的政体类型。另外，本作还将重点放置于国家的经济状况之上：在经济模块中有着一个复杂的、涵盖了超过50种商品的市场系统。
尽管军事也是游戏中的构成部分，但并没有像钢铁雄心系列中那样成为主要的重点。
国家内的人口以文化类型、宗教信仰和职业为差别划分出来。其中，职业类型包括贵族、军官、僧侣、资本家、职员、手工业者、士兵、劳工、农民以及新加入的技工与官僚。
和《欧陆风云》系列相似，庞大的游戏中加入了千余种可以触发的历史事件和决议。这些事件，以及民族主义势力的增长都会导致国家的诞生或解体。
与前作相比，本作也有着许多变化，游戏界面被简化，电脑代管的功能也被加入游戏中，贸易和人口问题亦得到改善。教育系统被修改，僧侣（教士）这一职业能够影响与其相同宗教信仰的人口；而相同族群的人口拥有各自的识字率水平。
一个国家的教育水平以及公民识字率的重要性直接反应在该国庞大的科技系统之上，良好的科教水平有利于推动数以千计的发明创造。另一个方面，思想体系的功能在本作中也得到了体现，不同的思想类型直接关系着一国的国家状况，例如人民是否支持政策或社会改革。

### 经济
游戏中的经济系统尝试着资源在世界市场内的流动性。
游戏中，每一个省份出产一种资源，并且有着不同的产量情况。其中的一些资源，如小麦，是被国民所密切需要的；而例如钢，为工厂所消耗，也可以用于出售。生产、雇佣等问题在原作的基础上得到修改，以更好地向现实世界靠近。
不同国家有不同的产品，而主要原料产地集中在非洲，印度，中国，这也使殖民与反殖民成为游戏的主线之一。

### 政治与外交
在游戏新加入了一些更深层次的模拟政治的设置，除了八种不同的政体形式，还包括一个全新的势力范围系统、炮舰外交政策，以及一套联合政府与参议院的选举系统。
游戏中的外交和其他Paradox Interactive的历史战略类游戏相似，各个国家之间的外交关系都用一个浮动于正负200之间的数字来显示，数值越高表示关系越好。P社还将《欧陆风云III：王位继承人》中的“战争目标”引入至本作中，失败告终的战争目标会引起国内民众的斗争性，甚至导致革命的爆发。
在游戏中控制为数不多的强权将会得到一些其他国家无法获取的外交选项。强权国家可以干预弱小国家对本国，或其他强权国家的感知和影响，直接改变两国间的双边关系，这一功能是前作所没有的。

### 军事
军事被摆在次于政治和经济的位置之后。依然与Paradox其他战略游戏相同，战争只需要将军队移动至相应省份，击退敌军并占领领土。这个战争系统被广泛地运用于《欧陆风云》、《钢铁雄心》等各个游戏中。
但也有一些部分进行了修改。一个基础的军事单位从10000人的师缩减至3000人的旅，而士兵的数量则由每省职业为士兵的人口直接决定。
另一大改变是军事单位的侦测值。值数越高，该单位战胜敌军与攻占省份的几率越高，同时战争也会消耗侦测值。在这个设置下，骑兵或飞机等兵种可以用作侦察兵。

## 开发
《维多利亚II》的开发讨论曾经经历了Paradox Interactive官方网络论坛上的投票和开发商内部的辩论。
Paradox Interactive首席执行官弗雷德里克·韦斯特尔公开声明他坚信这款游戏绝对不会带来利润；而公司内另外一些成员，例如 约翰·安德森 (遊戲程序員)等，认为维多利亚II会有可观的收益。韦斯特尔的担忧源自于前作销售成绩的低迷，但后来他却做出了让步，声称如 果此游戏确能盈利他会点头许可，这一辩论的结果也被他发布在了官方论坛上。
韦斯特尔在德国接受采访时透露，维多利亚II如果想要盈利，发行量必须超过七万。

## 资料片
阋墙（Victoria II: A House Divided）
发行日期：2012年2月2日

本作增加了一个全新的剧本：阋墙（又译作家庭纠纷、兄弟分裂之家），以1861年美国爆发南北战争开局。
因为该剧本开局时间更晚，也将更加符合真实历史；与此同时，玩家也可以依靠这个剧本，跳过漫长的前期，直接体验中期开化的日本或是进行中美两国的内战。
黑暗之心（Victoria II: Heart of Darkness）
发行日期：2013年4月16日

本作是游戏的最新资料片，主要将注意力集中在对亚非两洲的殖民与亚非各国的反殖民上，本作加强了殖民系统，并推出了全新的落后国家开化系统，进行了更多更全面的更新，较好地展示了19世纪的人类历程。

## 音乐原声
维多利亚II原声正式在2010年8月30日通过亚马逊公司和iTunes销售
| Victoria 2 (Original Game Soundtrack) | Victoria 2 (Original Game Soundtrack) | Victoria 2 (Original Game Soundtrack) |
| 曲序                                  | 曲目                                  | 时长                                  |
| ------------------------------------- | ------------------------------------- | ------------------------------------- |
| 1.                                    | For God And Queen                     | 3:32                                  |
| 2.                                    | The Coronation                        | 3:34                                  |
| 3.                                    | Buckingham Palace                     | 4:18                                  |
| 4.                                    | Europe Anno 1850                      | 6:45                                  |
| 5.                                    | Johans Waltz                          | 4:46                                  |
| 6.                                    | A Day At The Court                    | 1:47                                  |
| 7.                                    | New World Anthem                      | 3:08                                  |
| 8.                                    | Independence March                    | 1:23                                  |
| 9.                                    | Handel This                           | 1:30                                  |
| 10.                                   | Inventions                            | 2:58                                  |
| 11.                                   | Poverty                               | 3:44                                  |
| 12.                                   | Queens Scherzo                        | 1:38                                  |
| 13.                                   | Royal March                           | 3:14                                  |
| 14.                                   | Death Of Prince Albert                | 4:52                                  |
| 15.                                   | Countryside                           | 2:09                                  |
| 16.                                   | Russia 1917                           | 4:47                                  |
| 17.                                   | Winter                                | 7:27                                  |
| 18.                                   | Lament For The Queen - Finale         | 7:28                                  |

## 评价
《维多利亚II》于GameRankings、Metacritic、GameSpot、IGN等处获得了70%或以上的好评率。

## 封禁
自2021年10月14日起，维多利亚II遭到中国大陆各网站的封禁（如：哔哩哔哩、百度百科、AcFun、西瓜视频等），相关词条已经无法搜索，但具体情况并未说明。